# جولز فورتمن
جولز فورتمن (انگلیسی: Jules Furthman؛ ۵ مارس ۱۸۸۸ – ۲۲ سپتامبر ۱۹۶۶) فیلم‌نامه‌نویس و روزنامه‌نگار اهل ایالات متحده آمریکا بود. وی بین سال‌های ۱۹۱۵ تا ۱۹۵۹ میلادی فعالیت می‌کرد.
وی فیلم‌نامه‌نویس فیلم‌هایی همچون تهدید، مراکش، قطار سریع‌السیر شانگهای، شورش در بونتی، یاغی و ریو براوو بوده است.